# Kościół Zwiastowania Najświętszej Marii Panny w Kretyndze
Kościół Zwiastowania Najświętszej Marii Panny w Kretyndze (lit. Kretingos Viešpaties Apreiškimo Švč. Mergelei Marijai bažnyčia) – rzymskokatolicki kościół znajdujący się w Kretyndze przy ul. Wileńskiej 2.

## Historia

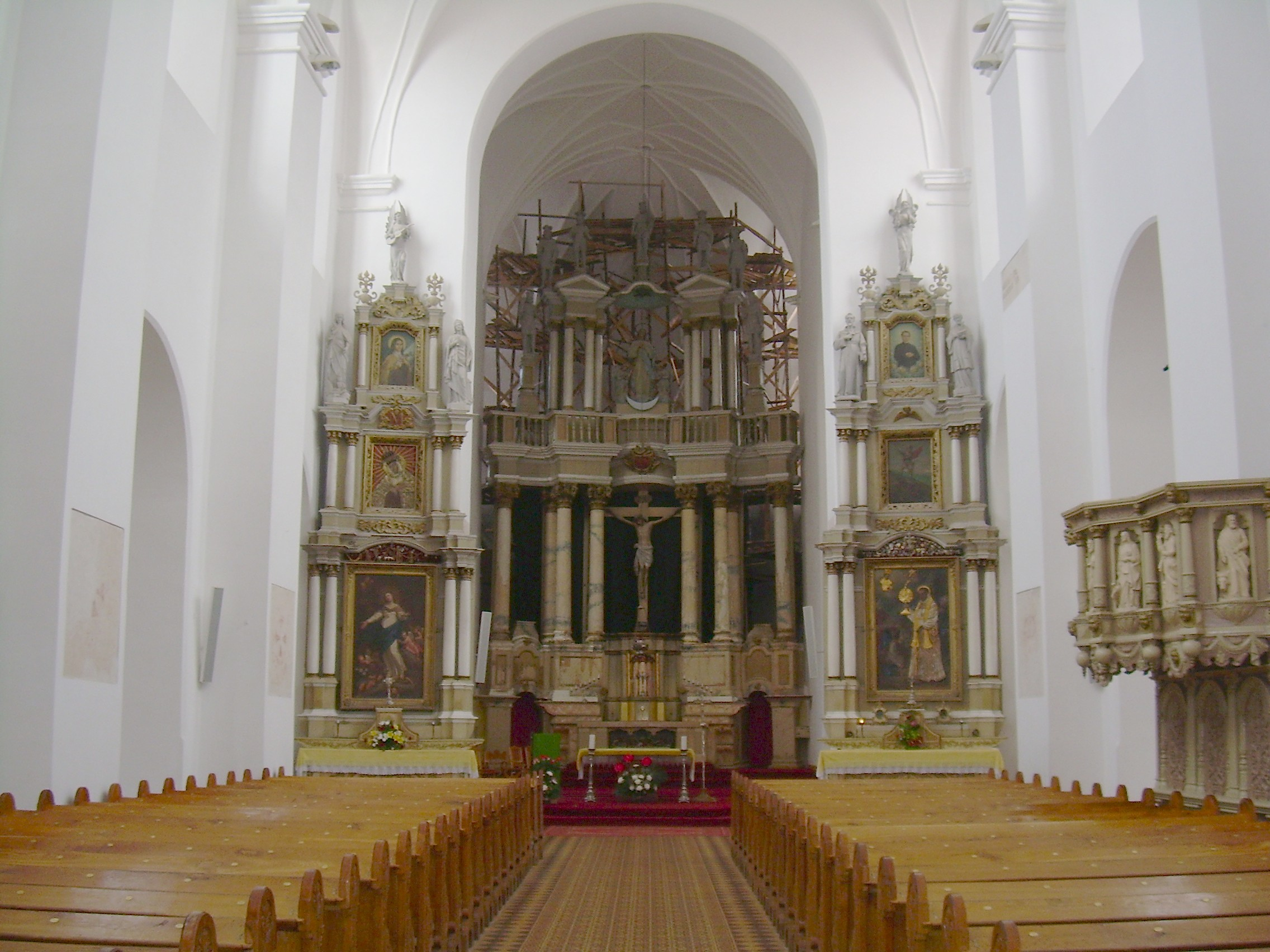
Wnętrze

Został ufundowany w 1609 roku przez hetmana Chodkiewicza, a poświęcony osiem lat później. Dwukrotnie przebudowywana: w 1908 i 1941 roku, świątynia posiada charakter eklektyczny, z gotyckimi oknami, barokowymi portalami i wnętrzem w stylu renesansu (m.in. amboną i drzwiami do zakrystii).
W kościele tym chciał zostać pochowany obok swojej żony Zofii z Mieleckich Olelkowiczowej hetman wielki litewski Jan Karol Chodkiewicz.
W czasie II wojny światowej zniszczona została wieża, odbudowana po 1945 roku. Charakterystyczne dla kościoła są organy, jak pisze Jadwiga Siedlecka miały [one] tak wielką moc, że gdy po raz pierwszy na nich zagrano, ruch powietrza był tak silny, że zarysowało się sklepienie.

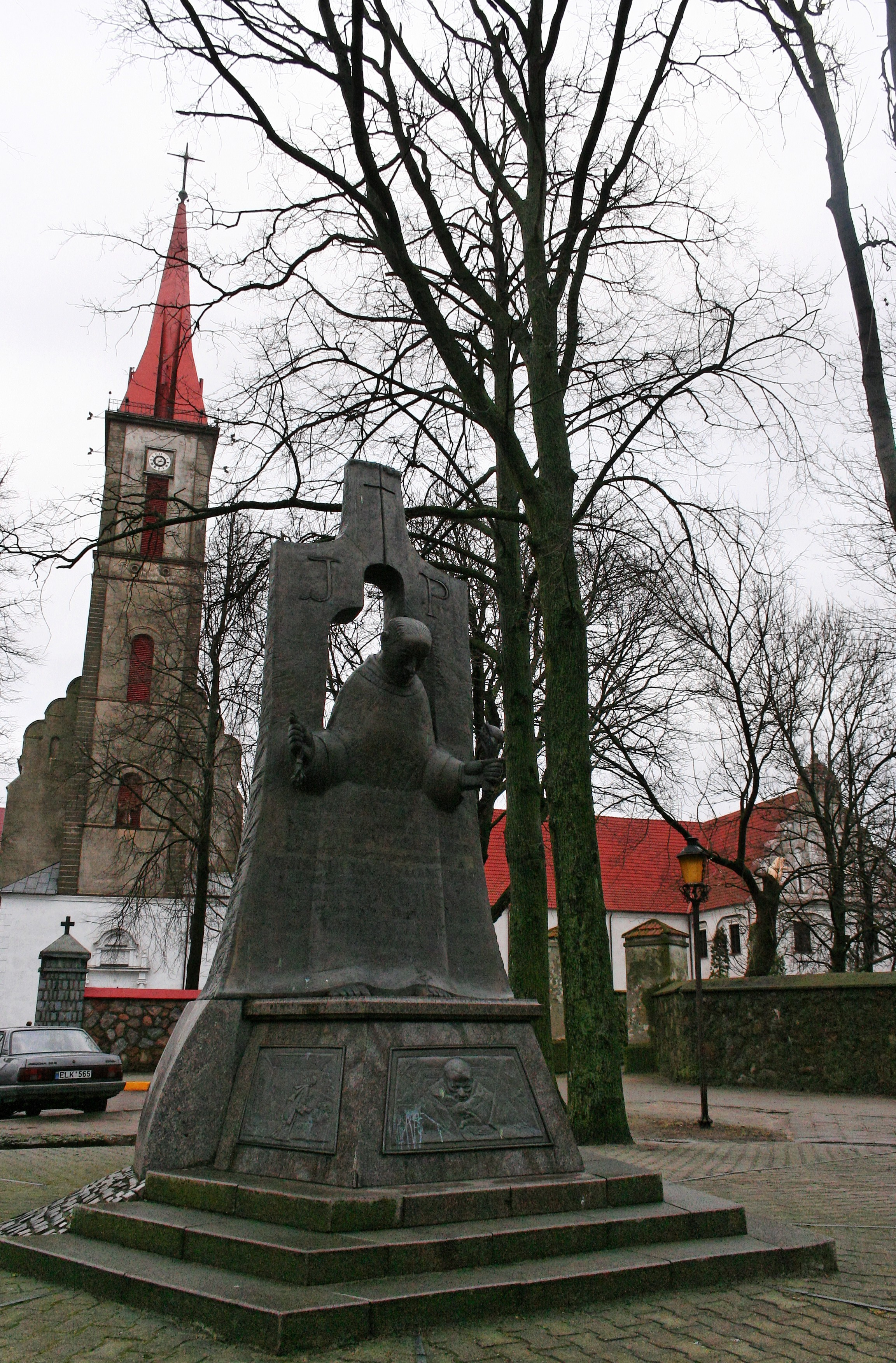
Pomnik Jurgisa Pabrėžy, w tle kościół Zwiastowania

Kościół jest częścią większego kompleksu – w podziemiach świątyni bernardynów znajdują się metalowe trumny rodziny Chodkiewiczów (m.in. pierwszej żony Jana Karola – Zofii z Mieleckich Olelkowiczowej).
Przy klasztorze bernardynów od 1609 roku działała szkoła, później również drukarnia, w której wydawano książki w języku polskim. Po powstaniu styczniowym klasztor został zamknięty przez władze carskie, reaktywowano go po odzyskaniu przez Litwę niepodległości w 1918 roku, jednak już w 1940 roku zakonnicy zostali wywiezieni na Sybir przez władze radzieckie. Ponownego otwarcia klasztoru dokonano w 1991 roku.
W pobliżu kościoła ustawiono w 1993 roku pomnik jednego z najsłynniejszych kretynżskich zakonników, litewskiego foklorysty Jurgisa Pabrėžy.